# パール化研
パール化研株式会社(パールかけん、PEARL KAKEN CO., LTD.)は、大阪府大阪市東住吉区湯里に本社を置く、化粧品、医薬部外品、石鹸、OEMなどを製造販売する化学メーカーである。

## 沿革
- 1925年（大正14年）大正理髪専修学校校長、平間魅介が実業同志会館にヒラマ美容講習所を開設
- 1929年（昭和4年）ヒラマ美容講習所２代目校長に飯田ツヤ（現社長祖母）が就任
- 1940年（昭和15年）大阪・南区心斎橋にヒラマ美容講習所が移転
- 1943年（昭和18年）電髪パーマ液、クリーム等の自家製造を開始
- 1945年（昭和20年）大阪・北区にヒラマ美容化学研究所として化粧品製造部門が独立
- 1951年（昭和26年）大阪・東住吉区に移転し、コールドパーマ液の製造開始
- 1957年（昭和32年）パール化研株式会社設立　資本金50万円（代表取締役 飯田與平）
- 1967年（昭和42年）資本金を150万円に増資
- 1983年（昭和58年）新社屋開設（現・本社工場） 資本金を600万円に増資
- 1988年（昭和63年）飯田與平が会長に就任、代表取締役に飯田重雄が就任、資本金2,400万円に増資
- 1999年（平成11年）中国・寧波市に寧波天馬鳩珍日化有限公司（現・寧波櫻花炭語日化用品有限公司）を設立
- 2002年（平成14年）湯里倉庫（現・本社営業所）を設立
- 2004年（平成16年）組織改革により営業部門と工場部門を独立
- 2019年（平成31年）飯田重雄が相談役に就任、代表取締役に飯田裕重が就任

## 事業所
- 本社営業所 - 大阪府大阪市東住吉区湯里5丁目17番11号
- 札幌営業所
- 本社工場 - 大阪府大阪市東住吉区矢田2丁目16番18号
- 中国工場 - 日資企業 寧波櫻花炭語日化用品有限公司　寧波市江北区洪塘工業A区洪発路5号

## 主要商品
一般化粧品、医薬部外品、日用品、スタイリング剤、洗剤、業務用化粧品のほか、受託生産も製造している。
- 基礎化粧品（化粧水、乳液、スキンクリーム、ハンドクリーム、化粧下地）
- 洗顔料（洗顔石けん、コールドクリーム、シェービング）
- 肌用洗浄料（ボディソープ、ハンドソープ）
- 頭髪洗浄料（シャンプー、リンス、コンディショナー）
- ヘアケア（トリートメント、トニック）
- スタイリング剤（スプレー、ポマード、グリス、ワックス、セットローション）
- 育毛剤関連（アミノ酸シャンプー、薬用育毛剤）
- 業務用品（染毛脱色補助剤、カーリング剤、パーマネントウェーブ剤、縮毛矯正剤、ストレート剤、前・後処理剤、システムトリートメント、マッサージクリーム）